# Ewen Montagu
Ewen Edward Samuel Montagu (Londres, 19 de março de 1901 – Londres, 19 de julho de 1985) foi um juiz britânico, oficial de inteligência naval e escritor.
Ele é mais conhecido por seu papel de liderança na Operação Carne Moída, uma operação de decepção militar crítica que desviou a atenção das forças alemãs da invasão aliada da Sicília na Operação Husky.
Montagu nasceu em 1901, o segundo filho de Gladys, Baronesa Swaythling (nascida Goldsmid) e Louis Montagu, 2º Barão Swaythling. Sua família era judia. Ele foi educado na Westminster School antes de se tornar um instrutor de metralhadora durante a Primeira Guerra Mundial em uma Estação Aérea Naval dos Estados Unidos. Após a guerra, ele estudou no Trinity College, em Cambridge e na Universidade de Harvard antes de ser chamado para a ordem em 1924. 
Montagu era um grande velejador e se alistou na Royal Navy Volunteer Reserve em 1938. Por causa de sua formação jurídica, ele foi transferido para estudos especializados. De lá, ele foi designado para o quartel-general da Marinha Real em East Yorkshire, em Hull, como oficial assistente de inteligência. Montagu serviu na Divisão de Inteligência Naval do Almirantado Britânico, chegando ao posto de Tenente Comandante RNVR. Ele era o Representante Naval no Comitê XX, que supervisionava a gestão de agentes duplos.